# Willem de Zwijgerkerk (Utrecht)
De Willem de Zwijgerkerk of Sint-Pauluskerk is een rooms-katholieke parochiekerk aan het Willem de Zwijgerplantsoen in de Nederlandse stad Utrecht. 
De kerk heeft een zeshoekige vorm en is gebouwd volgens de centraalbouw. Op het dak staat een dakruiter.

## Geschiedenis
In 1934 werd deze kerk in gebruik genomen als bijkerk van de Nederlands Hervormde Tuindorpkerk. Wegens teruglopend kerkbezoek werd de kerk in 1991 buiten dienst genomen. 
In 1993 werd de kerk overgedragen aan de katholieke Sint-Paulusparochie, die in datzelfde jaar haar oude Pauluskerk aan de Linnaeuslaan verliet. De kerkbanken, de heiligenbeelden, het altaar, en het tabernakel zijn uit de oude Pauluskerk overgebracht.
Sinds begin 2010 is de parochie samen met vier andere Utrechtse parochies gefuseerd tot de Sint-Martinusparochie. Het kerkgebouw is Gemeentelijk monument 344/0204
Historische kerkgebouwen:
Sint-Augustinuskerk · Buurkerk · Sint-Catharinakathedraal · Domkerk · Doopsgezinde kerk · Geertekerk · Jacobikerk · Jacobuskerk · Janskerk · Kerkenkruis · Lutherse Kerk · Mariakerk · Maria Minor · Nicolaïkerk · Pieterskerk · Sint-Gertrudiskathedraal · Sint-Martinuskerk · Sint-Salvatorkerk · Sint-Willibrordkerk · Westerkerk

Overige kerkgebouwen:
Adventkerk · Bethelkerk · Blijde Boodschapkerk · Gerardus Majellakerk · Heilig Hartkerk · Holy Trinity Church · H. Johannes de Doper en H. Bernarduskerk · Johanneskerk · Mattheüskerk · Nieuwe Kerk · Sint-Aloysiuskerk ·Sint-Antoniuskerk · Sint-Dominicuskerk · Sint-Gertrudiskerk · Sint-Jacobuskerk · Sint-Josephkerk · Sint-Rafaëlkerk · Stefanuskerk · Tuindorpkerk · Wederkomst des Herenkerk · Wilhelminakerk · Willem de Zwijgerkerk

Deels gesloopte kerken:
Oranjekerk

Gesloopte kerken:
Christus Koningkerk · Begijnekerk · Heilig Kruiskapel · Johannes de Doperkerk  · Julianakerk · Lucaskerk · Onze-Lieve-Vrouw-van-Goede-Raadkerk · 
Onze-Lieve-Vrouw-ten-Hemelopnemingkerk · Oosterkerk · Sint-Bernarduskerk · Sint-Dominicuskerk (Walsteegkerk) · Sint-Ludgeruskerk · Sint-Monicakerk · Sint-Nicolaaskerk · Sint-Pauluskerk · Sint-Salvatorkerk · Vaartkerk · Zuiderkerk

Voormalige kerken:
Emmaüskerk · Noorderkerk · Leeuwenbergkerk · Sint-Isidoruskerk

Lijst van kerken in Utrecht